# Oncorhynchus aguabonita
A truta-dourada (Oncorhynchus aguabonita) é um peixe do gênero Oncorhynchus. Nos jovens há dez marcas e grandes pintas pretas na barbatana dorsal e barbatana anal.
Vivem no fundo dos rios, preferindo águas limpas e frias da nascente do rio, e lagos de alta montanha em altitudes acima de 2100 m. São ovíparos, e deixam a posta no interior de ninhos enterrados no leito do rio.
É um tipo usado para a pesca desportiva.